# Antonomazija
Antonomazija (grč. ἀντονομασία - preimenovanje) je stilska figura u kojoj se vlastito ime zamjenjuje bilo kojim epitetom ili izrazom. Obrnut proces, upotreba osobnog imena umjesto nekog općeg pojma je također antonomazija.

## Primjeri
- "Sin Peleja" - Ahilej
- "Filozof" - Aristotel
- "Željezna lady" - Margaret Thatcher
- "Führer" - Adolf Hitler
- "Kralj popa" - Michael Jackson
- "Kraljica popa" - Madonna
- "Il Duce" - Benito Mussolini
- "Čelični kancelar" - Otto von Bismarck
- "Vječni Grad" - Rim
- "Grad Svjetla" - Pariz
- "Velika Jabuka" - New York